# 美身麗竺鯛
美身麗竺鯛（學名：Lepidamia kalosoma），為輻鰭魚綱鈎頭魚目天竺鯛科麗竺鲷屬下的一個種，分布於中西太平洋印尼及汶萊海域，深度3至15公尺，本魚體延長，長橢圓形，體稍側扁，頭大、眼大、口大且斜裂，頜齒細小，鋤骨和腭骨通常具齒，舌上無齒，鰓蓋骨後緣棘不發達，體被弱櫛鱗，背鰭2個，尾鰭呈叉形，體色灰白至粉色調的棕色，沿着鱗片排列方向有許多深色至棕色的窄條紋，尾鰭基部的中間有一個黑色斑點，成魚的魚鰭粉色至红色，背鰭硬棘8枚、背鰭軟條9枚、臀鰭硬棘2枚、臀鰭軟條8枚，體長可達14公分，棲息礁石區，夜間單獨或成小群活動，屬肉食性，以浮游生物為食，繁殖期時，雄魚具有口孵習性，卵約7日化成仔魚，由雄魚吐出，具短暫的仔魚飄浮期，生活習性不明。